# Stiftung Ferien im Baudenkmal
Die 2005 gegründete Stiftung Ferien im Baudenkmal (Fondation Vacances au coeur du patrimoine, Fondazione Vacanze in edifici storici, Vacation in architectural monuments Foundation) übernimmt schweizweit historisch wertvolle Bauwerke, renoviert sie sanft und vermietet sie als Ferienwohnungen und Ferienhäuser. Sie ist eine Non-Profit-Organisation und verfügt seit 2013 über das ZEWO-Gütesiegel.

## Zweck und Aktivitäten
Die Stiftung engagiert sich gesamtschweizerisch für den Erhalt von historisch wertvoller Bausubstanz und trägt somit zu intakten Kulturlandschaften und Ortsbildern bei. Die sorgfältig restaurierten Objekte werden für die Öffentlichkeit nutzbar gemacht, indem die Häuser für Ferien zu gemässigten Preisen gemietet werden können. Viele der Baudenkmäler stehen an entlegenen Orten. Ferien im Baudenkmal schafft dort eine Grundlage für nachhaltigen Tourismus und bringt langfristig Wertschöpfung in Regionen, die oft von Abwanderung betroffen sind.
Dieses Modell bietet nach eigener Ansicht verschiedene Vorteile:
1. Das Bauwerk kann weitgehend in seinem ursprünglichen Zustand erhalten bleiben und wird belebt. Der Ausbaustandard für eine Ferienwohnung kann einfach gehalten werden.
2. Mit den Einnahmen durch die Vermietung können die laufenden Kosten für den Unterhalt der Baudenkmäler gedeckt werden.
3. Die Wohnungen sollen nicht nur eine Übernachtungsmöglichkeit, sondern ein Ferienerlebnis vermitteln. Der Aufenthalt in einem Baudenkmal schafft die Möglichkeit, traditionelle Baukultur hautnah zu erleben und damit einen Bezug zur lokalen und regionalen Geschichte und Tradition herzustellen. So wird die Sensibilisierung für Baukultur bei den Besuchenden erhöht.[3][4]

Das Angebot wurde kontinuierlich vergrössert. Nebst alpinen Holzhäusern befinden sich Handwerker- und Bauernhäuser oder Bürgerhäuser im Besitz der Stiftung.

## Geschichte und Organisation
Die Grundidee für diese Organisation wurde 1995 vom ehemaligen Präsident des Schweizer Heimatschutzes Caspar Hürlimann bei einer Delegiertenversammlung erstmals in den Raum gesetzt. Der National Trust in England feierte damals gerade sein 100-Jahr Jubiläum und inspirierte ihn dabei. Im Jahr 2002 griff der damalige Geschäftsführer des Schweizer Heimatschutzes Philipp Maurer die Idee wieder auf und setzte sie in die Realität um. Man stiess durch vielseitige Recherche auf den Landmark Trust, welcher bereits spezifisch das in England machte, was man nun auch in der Schweiz erreichen wollte. Gegründet und gestiftet wurde die Stiftung Ferien im Baudenkmal schliesslich im November 2005 durch den Schweizer Heimatschutz (SHS), eine zivilgesellschaftliche Organisation, welche sich für Themen rund um Baukultur in der Schweiz einsetzt. Ferien im Baudenkmal ist eine Non-Profit-Organisation und seit dem Jahr 2008 operativ. Sie ist rechtlich vom SHS unabhängig, setzt sich jedoch für dessen Werte ein und wird in den administrativen Aufgaben vom SHS unterstützt. Der fünf- bis siebenköpfige Stiftungsrat setzt sich aus Vertretern und Vertreterinnen relevanter Bereiche wie dem Heimatschutz, Tourismus, Fundraising, Architektur etc. zusammen. Zusätzlich wird die Stiftung von einem Beirat beraten. Die Geschäftsstelle der Stiftung befindet sich in der Villa Patumbah in Zürich, wo sich auch der Sitz des Schweizer Heimatschutzes befindet. Im Jahr 2010 wurde die Stiftung Ferien im Baudenkmal für den Milestone Tourismuspreis Schweiz nominiert, ein gemeinsamer Preis von Hotelrevue, dem Bundesamt für Wirtschaft (SECO) und dem Schweizer Tourismusverband. Er wird besonders innovativ geltenden Projekten des Schweizer Tourismus verliehen.

## Bauobjekte

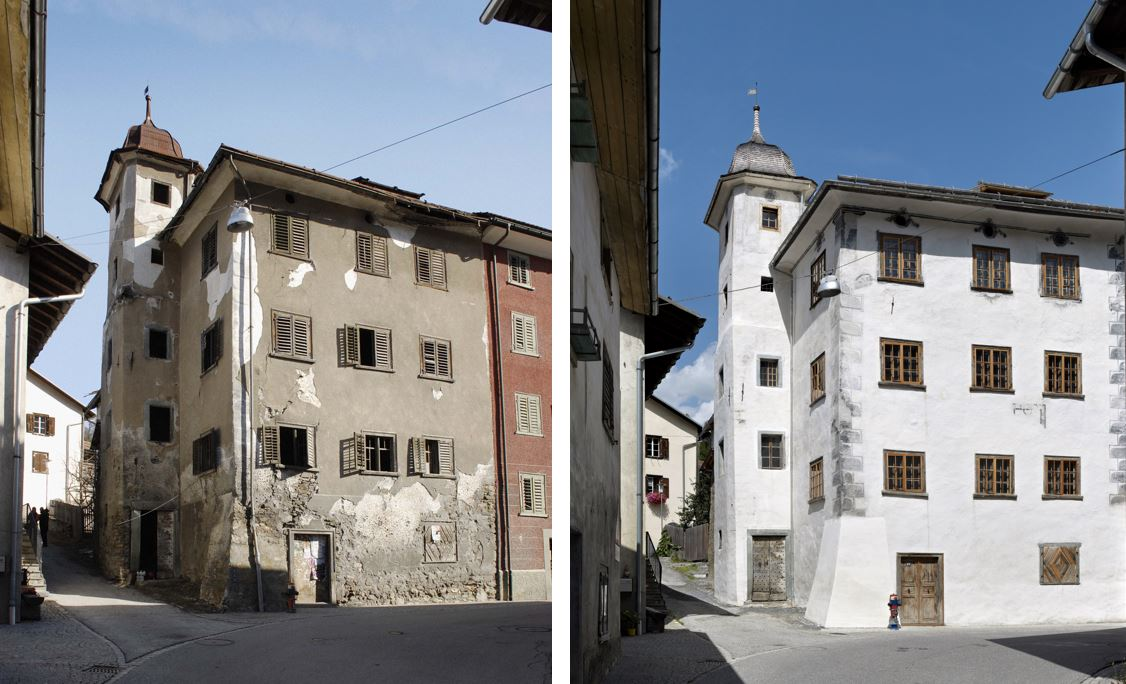
Türalihus in Valendas (GR): Fassade in 2007 und 2012.

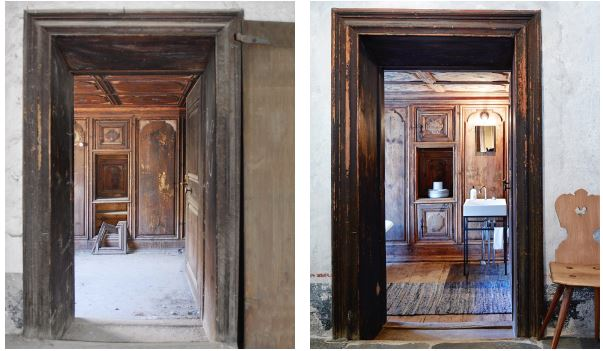
Stube vor und nach der Restaurierung, 2. Obergeschoss, Türalihus in Valendas (GR)

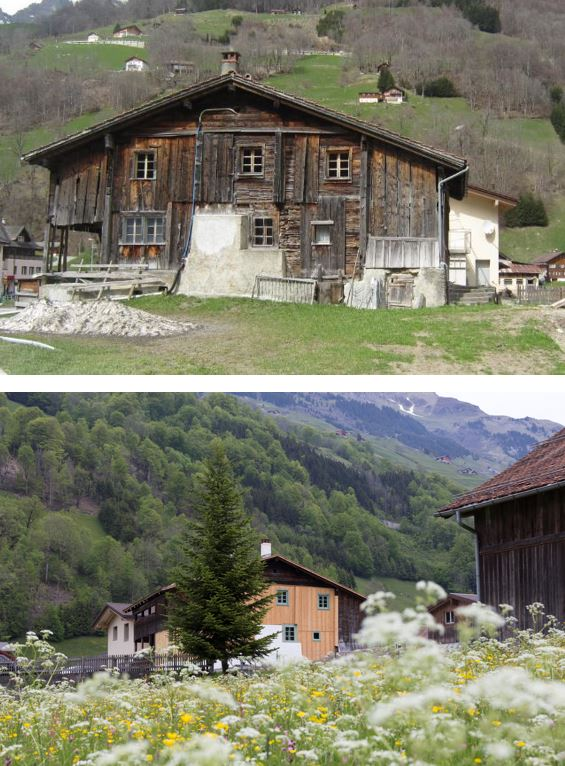
Stüssihofstatt in Unterschächen (UR)

### Bauobjekte der Stiftung Ferien im Baudenkmal
- Flederhaus, Wegenstetten (AG)
- Maison Heidi, Souboz (BE)
- Taunerhaus, Vinelz (BE)
- Türalihus, Valendas (GR)[13]
- Haus Tannen, Morschach (SZ)
- Ca' di Bifúi, Moghegno (TI)
- Casa Portico, Moghegno (TI)
- Casa Döbeli, Russo (TI)[13]
- Stüssihofstatt, Unterschächen (UR)[13]
- Huberhaus, Bellwald (VS)[14]
- Kaplanei, Ernen (VS)

### Drittobjekte
- Fabrikantenhaus, Schwellbrunn (AR)
- Spycher - Hof zur Linde, Attiswil (BE)
- Scheune, Beatenberg (BE)[13]
- Du Bourg, Biel (BE)
- Eichhölzli, Biel (BE)
- Villa Elfenau, Biel (BE)
- Schlossgut Münchenwiler, Münchenwiler (BE)
- Rebarbeiterhaus, Twann (BE)
- Ofenhausstöckli, Zimmerwald (BE)[15][16]
- Maison des Fées, Charmey (FR)
- Hofstätte, Vaduz (FL)
- Grosshaus, Elm (GL)
- Haus zur Beuge, Näfels (GL)
- RhB-Station Alvaneu, Alvaneu (GR)
- Chesa Viglia, Bergün (GR)
- Casa Malussi, Bondo (GR)
- Cäsa Picenoni Cief, Bondo (GR)[13]
- Steinhaus, Brusio (GR)[13]
- Haus am Platz, Jenaz (GR)
- Haus Im Boden, Klosters-Monbiel (GR)
- Tgea Simonett, Lohn (GR)
- Casa Fontauna, Lumbrein (GR)
- Nüw Hus, Thalkirch (GR)[17]
- Tgesa Caminada, Savognin (GR)
- Chesa Sulai, S-chanf (GR)[13]
- Chasa Engadina, Scuol (GR)[13]
- Susta, Splügen (GR)
- Casa Palü, Stampa (GR)
- Haus Under Putz, Unter Putz (GR)
- Altes Pächterhaus, Heiligkreuz (LU)
- Domaine des Tourelles, La Chaux-de-Fonds (NE)
- Grosshostett, St. Niklausen (OW)
- Schindelhaus, Oberterzen (SG)[13]
- Baderhaus, Neunkirch (SH)
- Zum Hinteren Dornhahn, Schaffhausen (SH)
- Max Burkhardt Haus, Arbon (TG)
- Chatzerütihof, Hefenhofen (TG)[13]
- Fischerhaus, Romanshorn (TG)[13]
- Mönchsklause Kartause Ittingen, Warth-Weiningen (TG)
- Casa Regina, Calonico (TI)
- Casa Grande, Cumiasca (TI)
- Casa Mix, Meride (TI)
- Les Platanes, Veytaux (VD)
- Belwalder-Gitsch Hüs, Grengiols (VS)[13]
- Château de Réchy, Réchy (VS)
- Château d'Anchettes, Venthône (VS)
- Casino Unterstalden, Visperterminen (VS)
- Blumenhalde, Uerikon (ZH)[13]
- Gästewohnung Neubühl, Wollishofen (ZH)

### Bauobjekte in Arbeit
Die Stiftung Ferien im Baudenkmal ist auf externe finanzielle Unterstützung angewiesen, um weitere Objekte nachhaltig restaurieren und retten zu können.